# Teodosio Lares
José Teodosio de Jesús Lares Macías (Real de Asientos, Aguascalientes; 26 de mayo de 1806-Ciudad de México, 20 de enero de 1870), citado como Teodosio Lares, fue un abogado y político conservador mexicano. Fue partidario de Antonio López de Santa Anna, del bando conservador en la guerra de Reforma y del Segundo Imperio Mexicano.

## Estudios y primeros años
Fue hijo de Vicente Lares y de María de Jesús Macías. Realizó sus estudios de Filosofía y Jurisprudencia (México) en el Seminario de Guadalajara. En 1827 inició su carrera como abogado en el Supremo Tribunal del Estado de Jalisco. Regresó a Zacatecas, en donde fue magistrado del Supremo Tribunal de Justicia. En 1836 fue director del Instituto Literario de Zacatecas.
En 1848 fue diputado al Congreso General por el estado de Zacatecas. En 1850 fue nombrado senador de los del Tercio por la Cámara de Diputados

## Ministerio de Justicia
Durante la dictadura de Antonio López de Santa Anna, fue ministro de Justicia, Negocios Eclesiásticos e Instrucción Pública, el 25 de abril de 1853 promulgó la Ley Lares la cual restringió la libertad de imprenta. En 1854 fue condecorado por Santa Anna como Caballero Gran Cruz de la Nacional y Distinguida Orden de Guadalupe. 
De 1858 a 1860, durante la guerra de Reforma, fue ministro de Justicia en las presidencias de Félix María Zuloaga y Miguel Miramón. En 1863, durante la intervención francesa, fue ministro del Tribunal Supremo de Justicia de la Regencia y presidente de la Junta Superior de Gobierno, la cual fue un órgano gubernamental del Partido Conservador que no reconocía al gobierno constitucional de Benito Juárez y ofreció la corona al archiduque de Austria Fernando Maximiliano.
De 1866 a 1867, durante el imperio de Maximiliano de Habsburgo, fue presidente del Tribunal Supremo de Justicia. Fue condecorado como Comendador de la Orden Imperial del Águila Mexicana y con la Medalla de primera clase al Mérito Civil.

## Académico
Como académico, fue socio de la Academia Imperial de Ciencias y Literatura; fue nombrado doctor por la Facultad de Derecho Civil de la Universidad de México, fue socio del Instituto de África  y  socio honorario de la Sociedad Mexicana de Geografía y Estadística. Fue director y profesor por más de 10 años del Instituto Literario de Zacatecas entre 1837 y 1850. Bajo su dirección, dicho establecimiento vivió una de sus etapas más productivas.

## Exilio y muerte
Al restaurarse la República en México se exilió por algún tiempo en La Habana. Murió en la Ciudad de México el 22 de enero de 1870.